# Evernote
Evernote est un logiciel qui permet d’enregistrer des informations, sous forme de notes, images, vidéos, ou pages web. Il est utilisable dans plusieurs environnements, avec de nombreux appareils et/ou plateformes différentes. Une « note » peut être un texte mis en forme, une page web (entière ou un extrait), une photo, un mémo vocal ou une note manuscrite et peut également inclure des pièces jointes. Les notes peuvent être triées dans des carnets de notes, être taguées, annotées, éditées, commentées et retrouvées via un module de recherche. Il est publié par l'entreprise qui lui a donné son nom. Le logiciel a des fonctionnalités comparables à celle de Microsoft OneNote, composant de Microsoft Office.

## Plateformes supportées

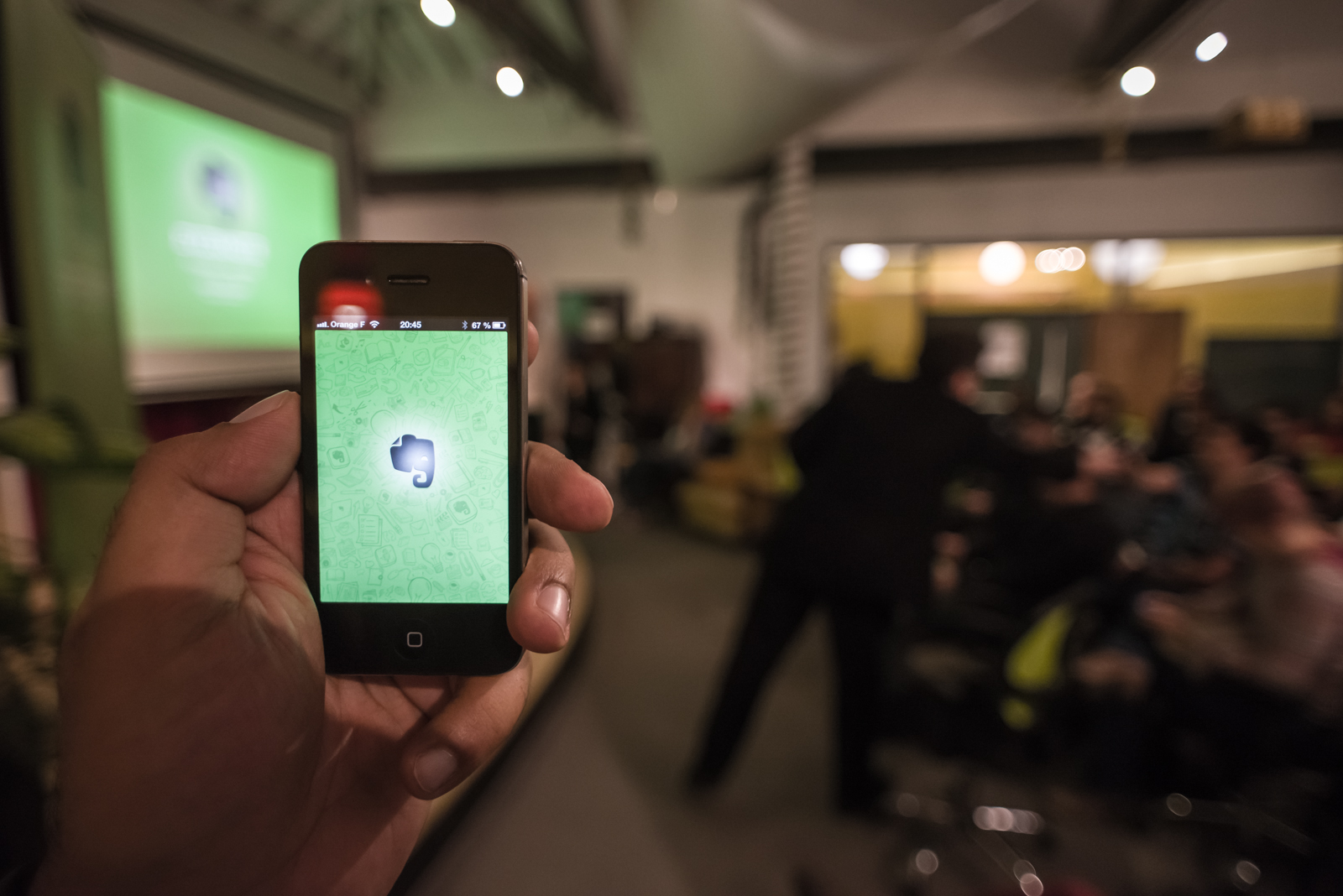
L'application Evernote sur un appareil iOS (iPhone 4/4S)

Evernote est disponible sur Windows, Mac, iOS, BlackBerry, Windows Phone, Android, Palm WebOS et sur d’autres appareils encore. Il n'existe pas de version officielle pour Linux, cependant le logiciel libre NixNote permet l'utilisation de notes Evernote sous GNU/Linux.
Evernote a trois niveaux de services : une version gratuite, une version Premium et une version Business. Dans la version gratuite et au fil des années, Evernote diminue le nombre d'appareils avec lesquels on peut synchroniser ses données, jusqu'à un seul.
Le nombre d'utilisateurs s'élevait à plus de 6 millions en janvier 2010. [réf. souhaitée]
Evernote est une société privée dont le siège est situé à Redwood City en Californie, aux États-Unis. La société a des bureaux en Russie et au Japon [réf. souhaitée]. Elle commercialise activement ses services en Europe et sur la zone Asie-Pacifique. [réf. souhaitée] Ses principaux actionnaires sont Sequoia Capital, Morgenthaler Ventures, DOCOMO Capital et Troika Dialog.

## Faille de sécurité
Le 2 mars 2013, Evernote a révélé que des pirates informatiques s'étaient infiltrés dans son réseau et avaient pu voler des informations utilisateurs incluant noms d'utilisateurs, adresses e-mail et mots de passe chiffrés. À la suite de cet évènement, Evernote a contacté tous ses utilisateurs pour leur demander de réinitialiser leurs mots de passe,.
En réaction à cette brèche, Evernote a indiqué accélérer le développement d'une solution d'authentification multi-facteurs pour l'ensemble de ses utilisateurs,.

## Technologie
En février 2017, Evernote a migré l'ensemble de ses données vers les datacenters de Google. L'objectif principal est de passer par un service de cloud.